# زباراج

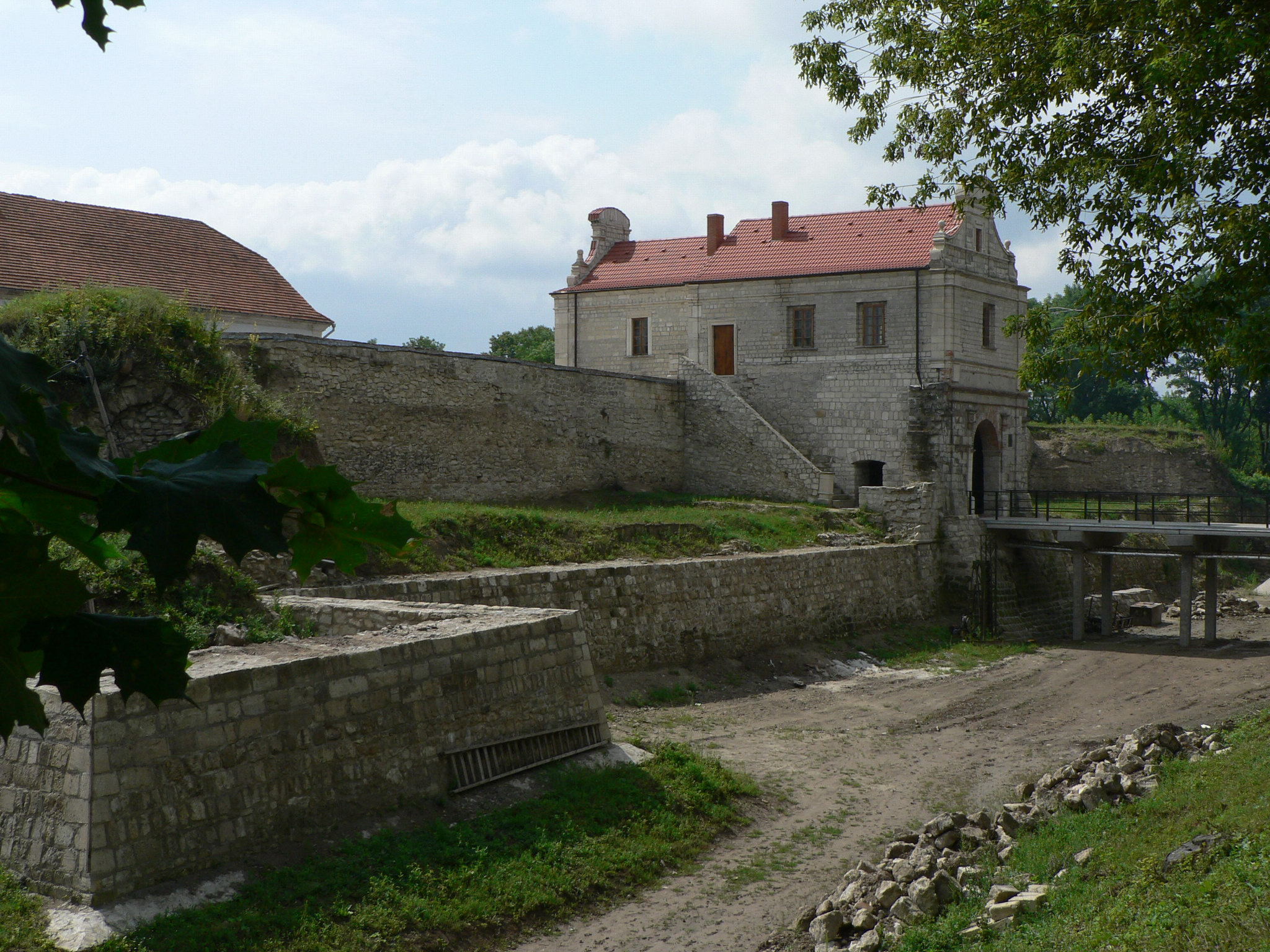
زباراج

زبارازه (Збараж) هي مدينة في مقاطعة تيرنوبيلسكا في أوكرانيا.
يبلغ عدد سكانها حوالي 13700 نسمة.

## معرض صور

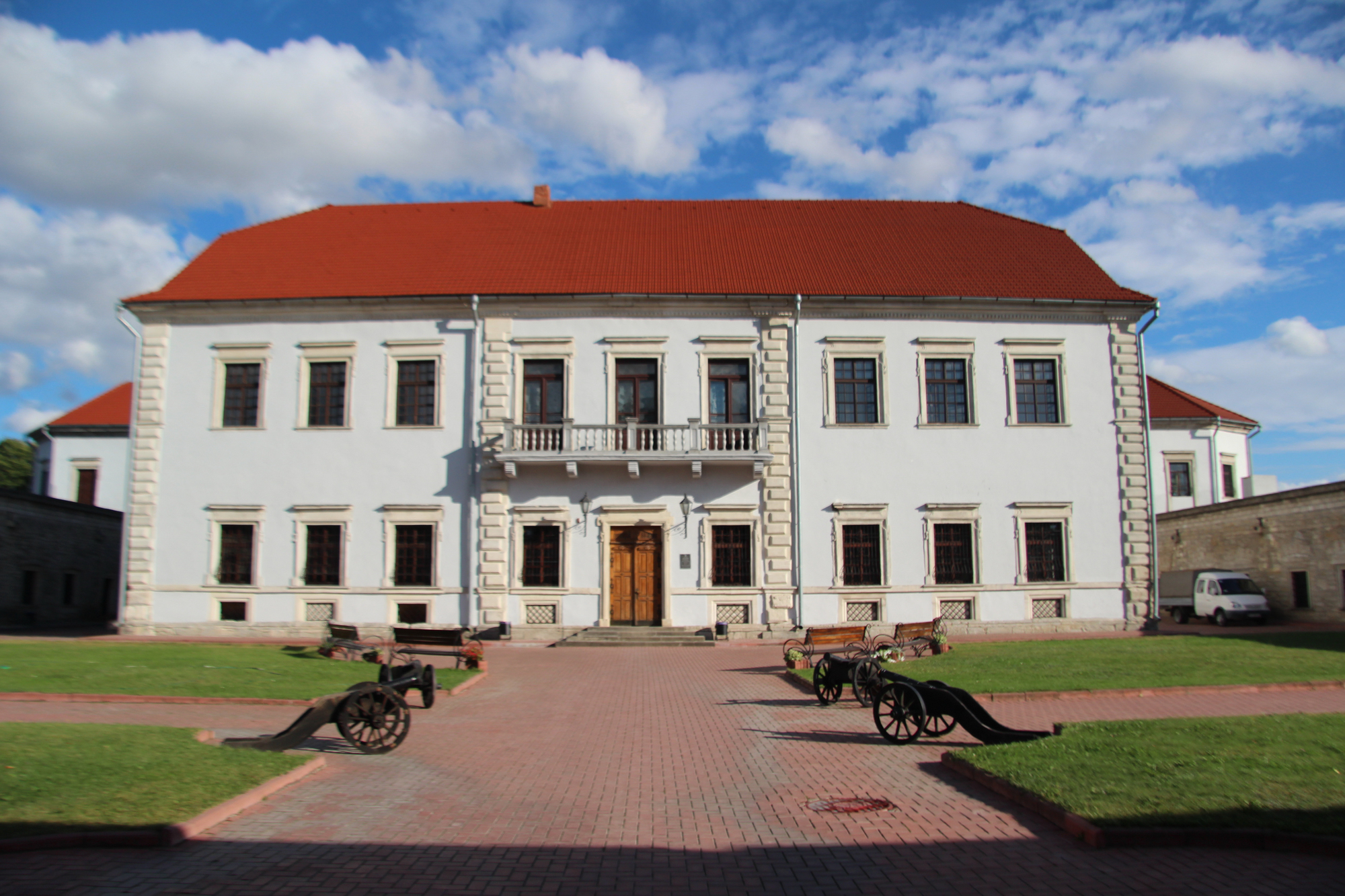
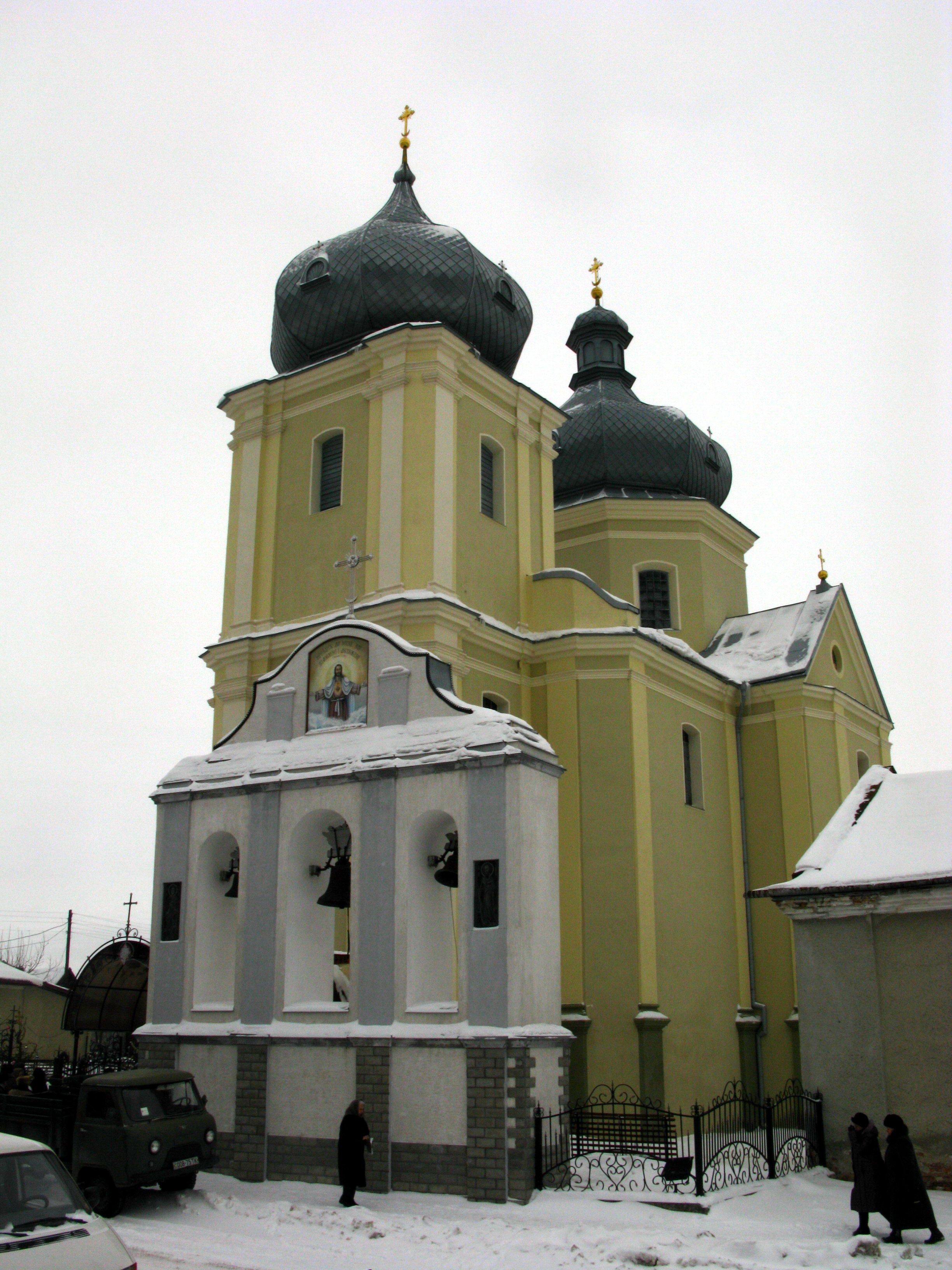
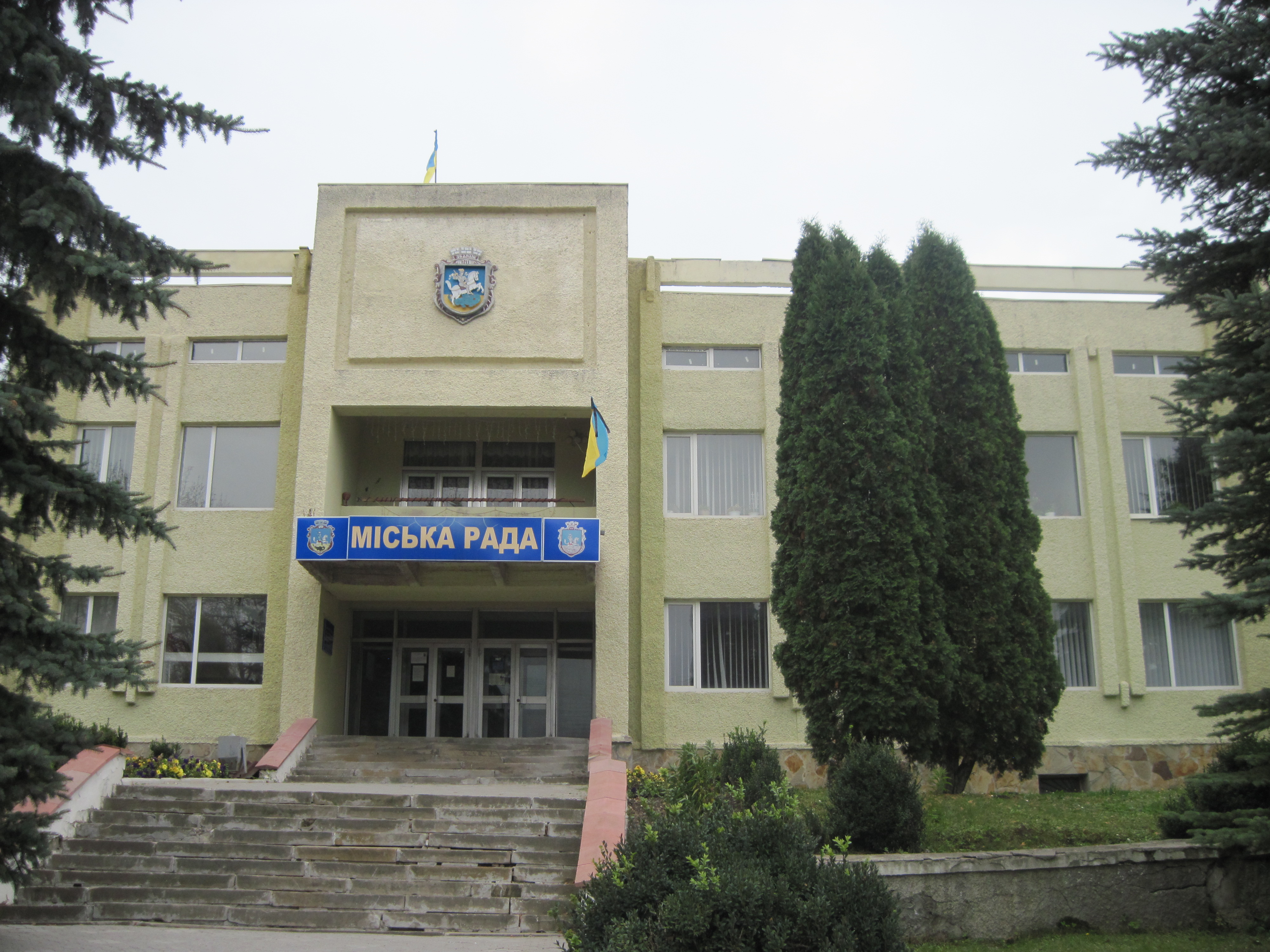
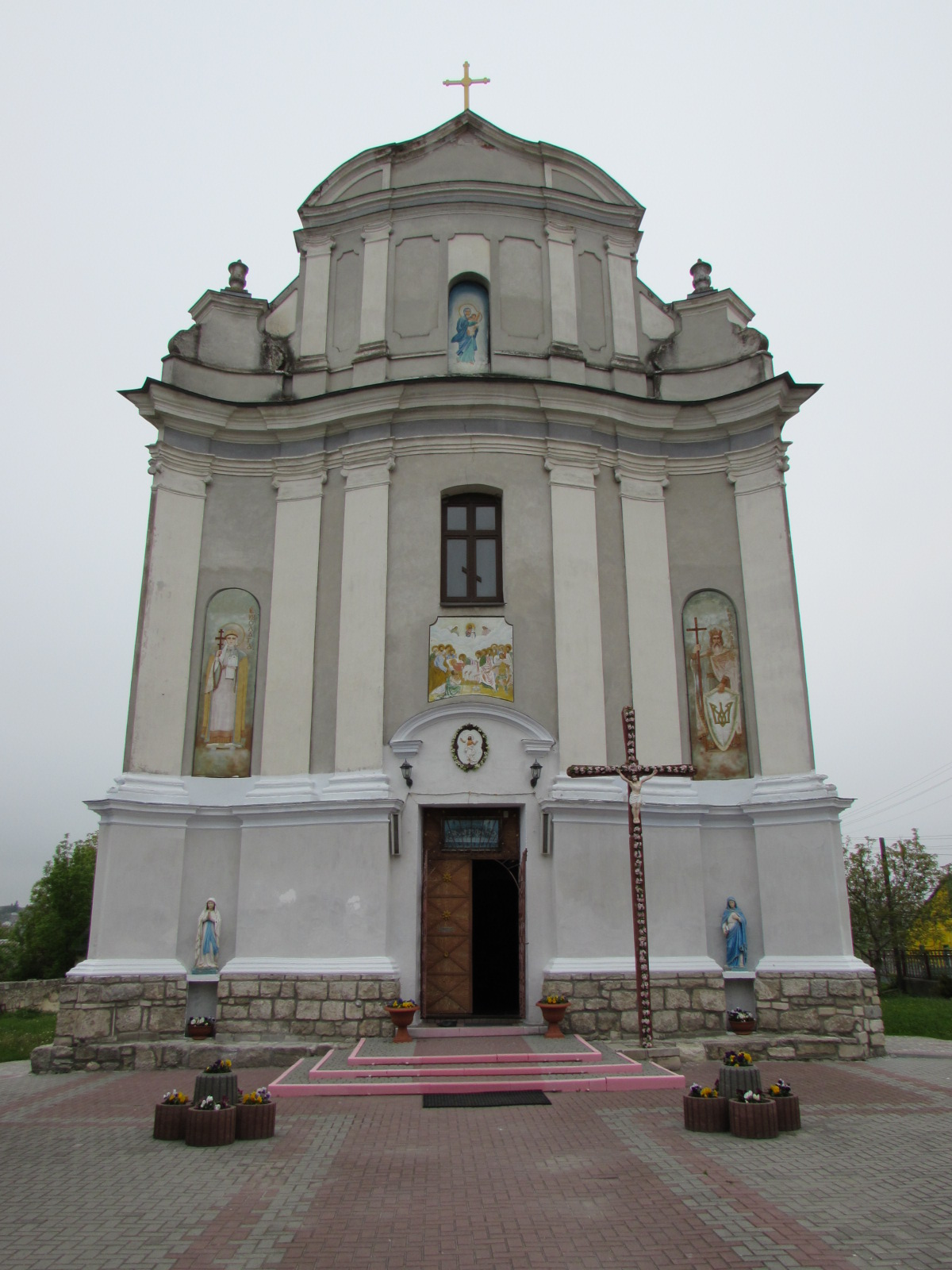
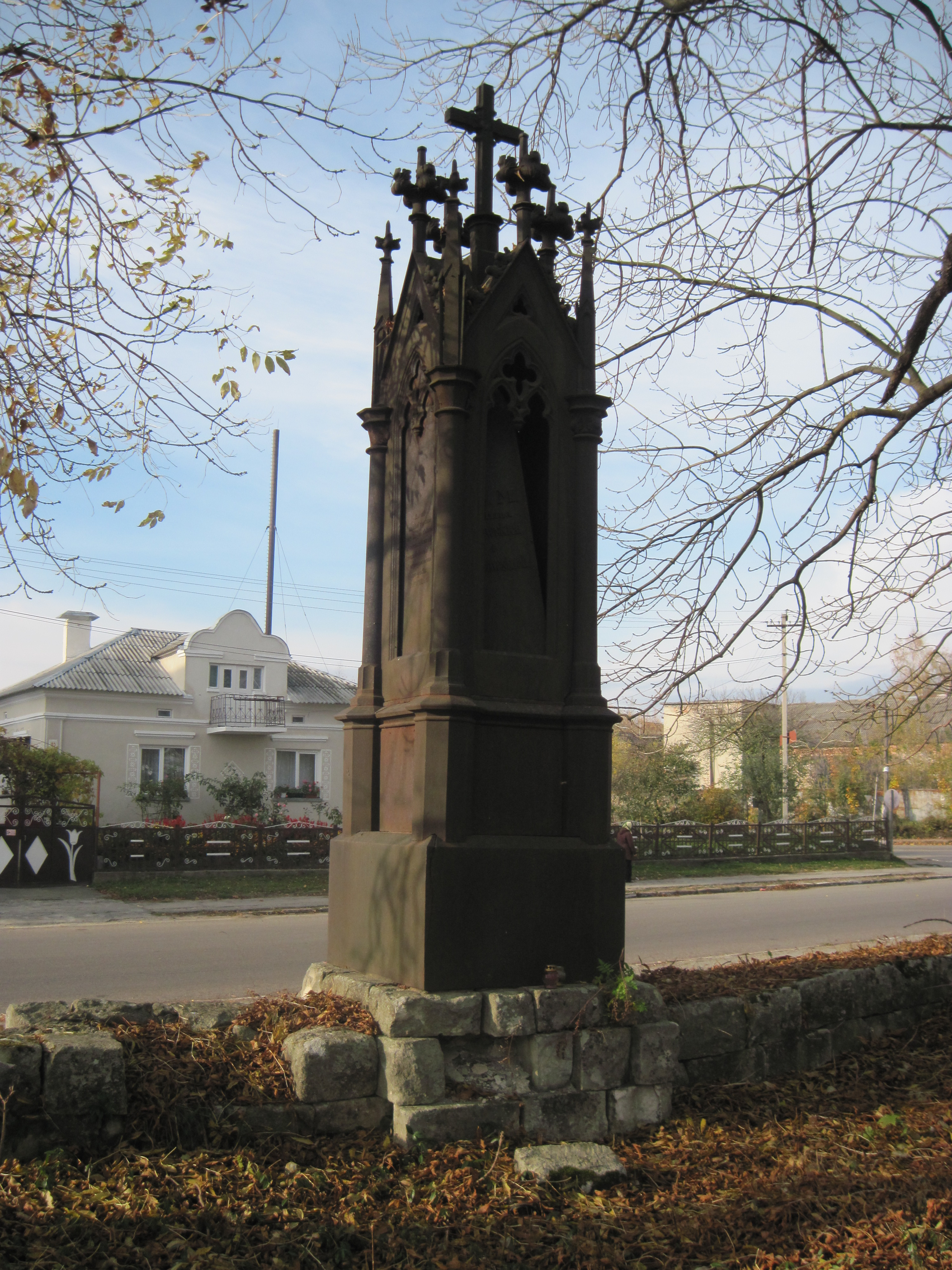

## أعلام
- إيدا فينك